# 海童神社 (新上五島町)
海童神社（かいどうじんじゃ）は、長崎県新上五島町有川郷船津地区の応護島に鎮座する神社である。鯨の顎骨を使用した鳥居があることで有名。

## 祭神
海童神を主祭神に、蛭子神を配祀する。
配祀神の蛭子神は、合祀された船津地区・蛭子神社の祭神である。

## 歴史

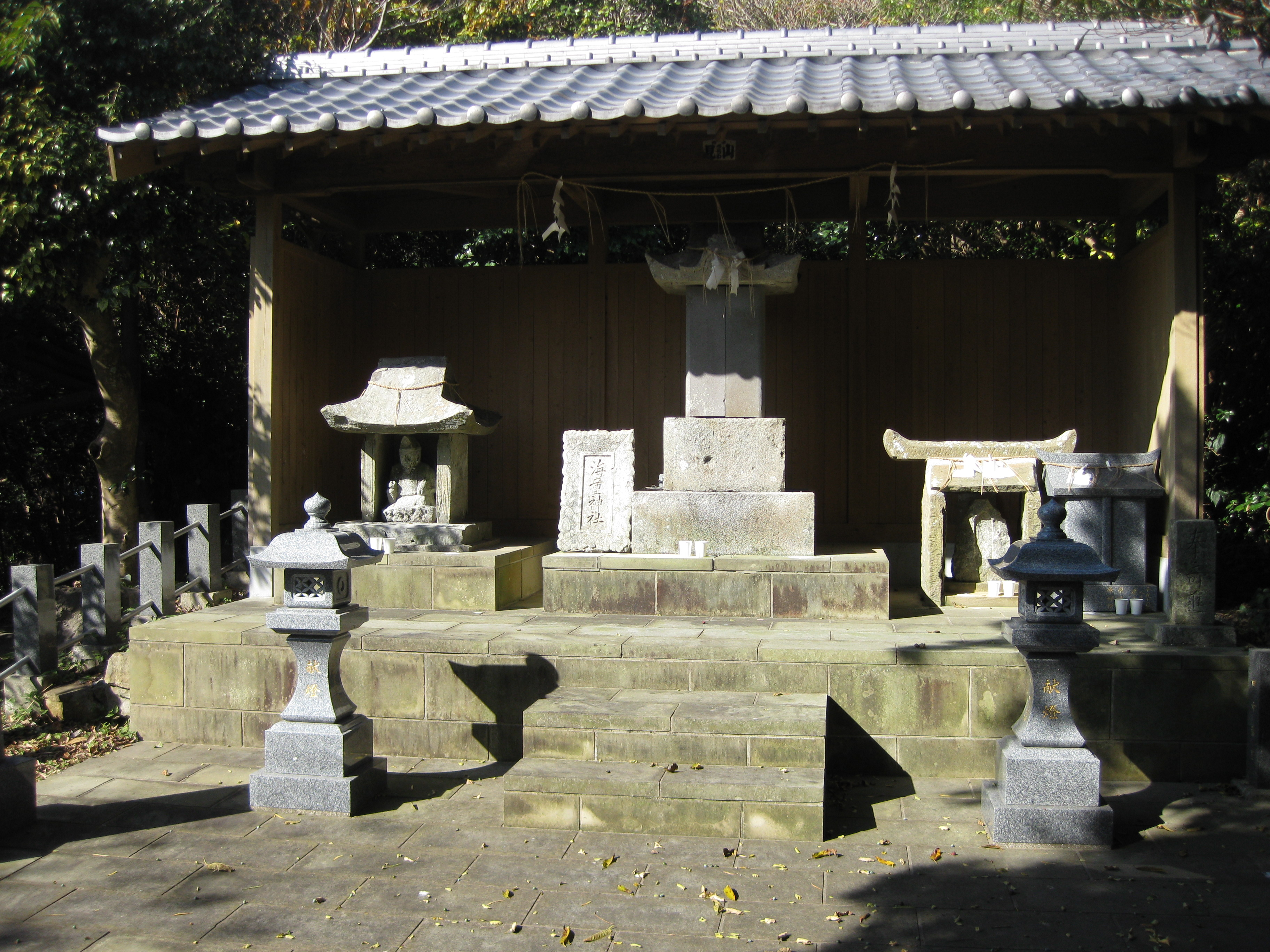
応護島頂上の祠

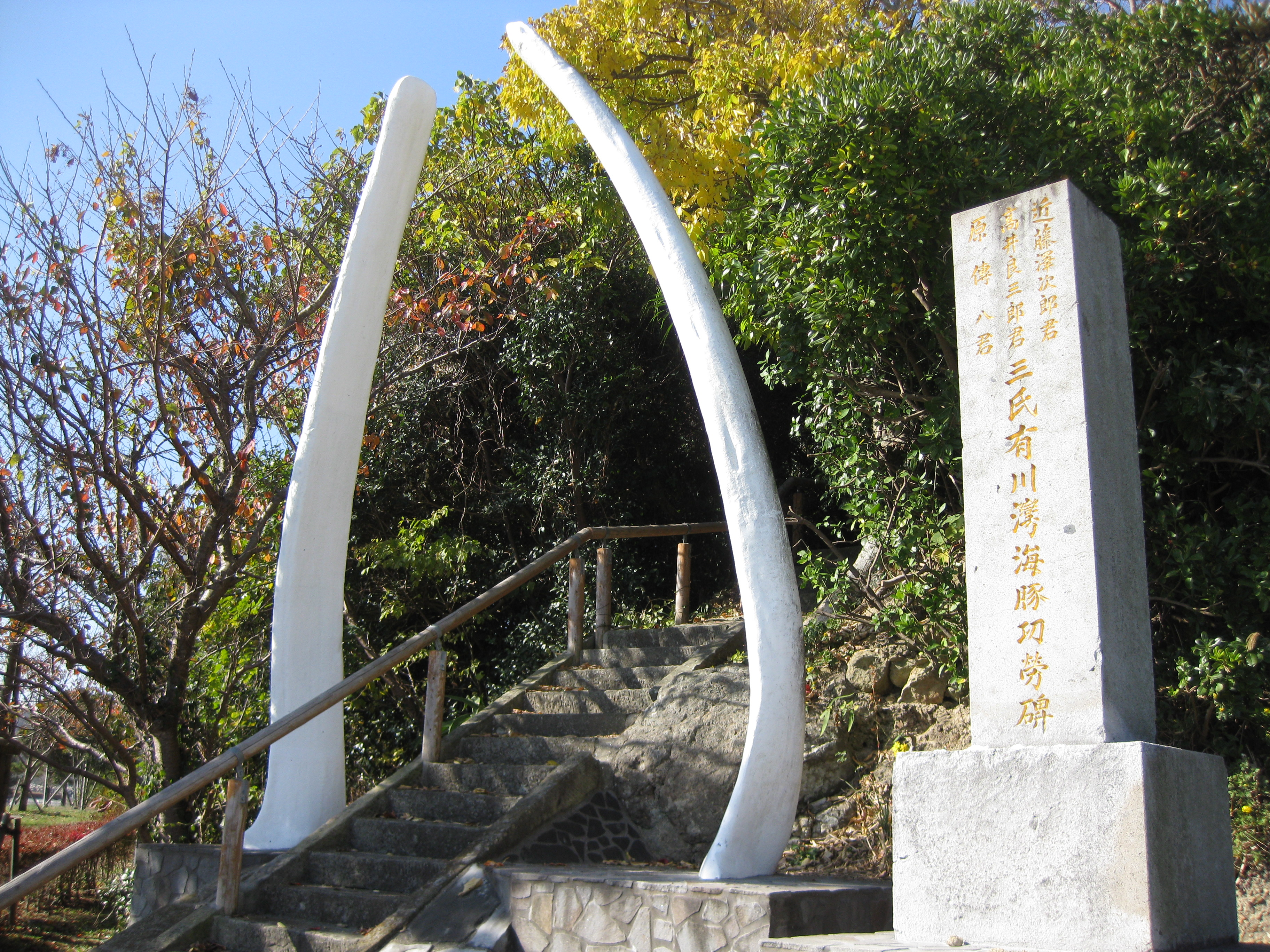
鯨の顎骨の鳥居

創建年代は不詳。町や長崎県のほとんどの資料等に記載されている由緒によると、「元和3年（1617年）～同5年にかけて、有川村では毎年6月17日に限って海で遊泳する大人・子供に溺死人が相次いだ。時の乙名役の高井良福右衛門に海童神からの神託によって神子島に石祠を建立し、海童神を奉祀した」と記載されている。また、「翌（元和）6年6月17日には例祭を行い、二〇加踊り（にわかおどり）と呼ばれる即興の寸劇を奉納したところ、溺死者はなくなった」とされる。その後も二〇加（俄）の奉納は毎年行われ、現在では有川地区の年中行事である十七日祭りとなっている。
しかし近年では郷土史家による研究が進み、いくつかの矛盾点が指摘されている。江戸時代中期（18世紀）から明治初期（19世紀後葉）にかけて、村の漁業・農業・風俗等を記した『江口文書』や、慶応4年（1868年）に記された祖母君神社の縁起書によると、「慶長3年（1598年）の祖母君神社奉遷の際、それを守護する応護神として有川湾の中ノ島に龍神を祀り、これに因んで島の名前を応護島とした」と記述されている。また、当時は「乙名役」という役職もなく、「高井良福右衛門」という人物も宝暦5年（1755年）以降に記述があり、この時期には存在していないことが確認された。　　
文久4年（1864年）の資料では「宝暦2年（1752年）6月17日に、船乗り等の水難防止を祈願して通りもの（行列）を始めた」との記述がある。また、全国に伝承される俄の諸記録によると、いずれも江戸中期（18世紀中頃）の「通りもの（練りもの）」から始まり、大阪・京都・江戸での即興笑劇の流行の伝播を受け、江戸時代初頭（19世紀初）より「二〇加（俄）」の芸態が確立されたとされ、有川村が江戸時代最初期（17世紀初頭）から全国に先駆け「二〇加」を創始していたとは考えにくいため、江戸時代後期以降の創始ではないかとの指摘がされている。
明治中期に船津・蛭子神社を合祀。同41年（1908年）に祖母君神社に合祀されている。この時に拝殿や鳥居は破壊され石祠のみ祀られていたが、昭和2年（1927年）に鳥居を建立し、同48年（1973年）に鯨骨の鳥居が日東捕鯨株式会社より奉納されている。 平成16年（2004年）には有川港の整備事業によって埋め立てられ陸続きになった。　　

## 祭祀
主な祭礼・神事
- 十七日祭（7月）
- 魚供養祭（8月）

## その他の神社
その他の有川郷の神社に有川神社がある。

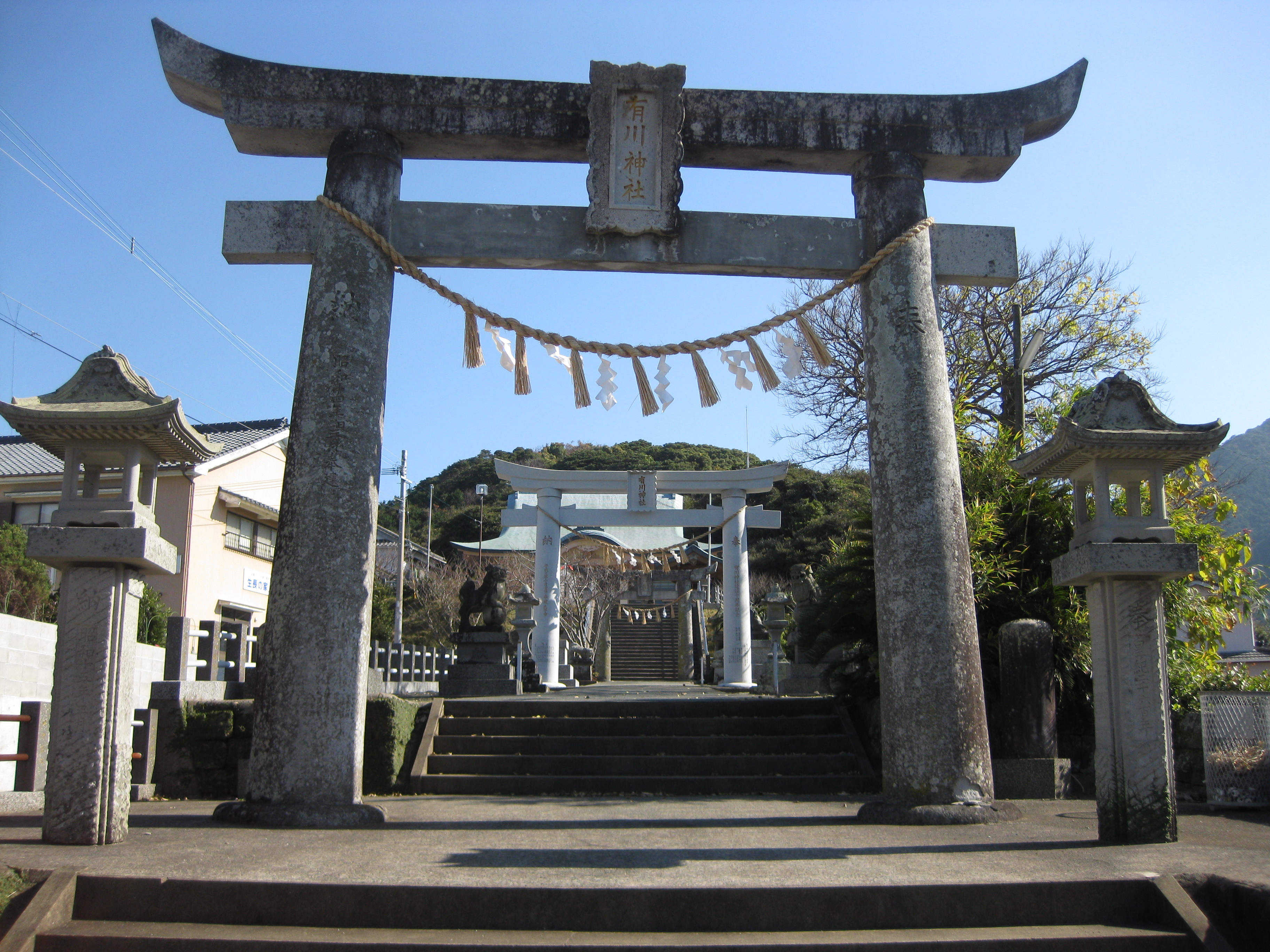
有川神社